# Kammeroper Augsburg
Die Kammeroper Augsburg ist ein freies Ensemble in Augsburg.

## Geschichte
Die Kammeroper Augsburg wurde 2008 gegründet. Sie verwendet einen Großteil ihres Gewinns für soziale, kulturelle oder auch medizinische Zwecke.  Zudem sucht die Kammeroper die Kooperation mit anderen Augsburger Hochschulen, Initiativen und will mit Ideen für Aufführungsorte und szenischer Umsetzung neue Zuschauerschichten erschließen. Jungen Künstlern oder Musikern soll die Möglichkeit zur Aufführungspraxis gegeben werden. Auch Per Bach Nissen, Kerstin Descher, Roman Payer und Christian Tschelebiew wirkten bei Produktionen der Kammeroper mit. Die Trägerschaft hat der gemeinnützige Verein „Kammeroper Augsburg e.V.“ übernommen.
Die Kammeroper besitzt keine eigene Spielstätte. Daher finden die Aufführungen an wechselnden Orten in Augsburg und Umgebung statt; so im Botanischen Garten, im Barbara-Saal des A. B. von Stettenschen Instituts oder im Augustana-Saal bei der Kirche St. Anna; teilweise auch in Sakralbauten.

## Produktionen
Ein Schwerpunkt der Produktionen liegt in der Aufführung von Kinderopern. Dabei wird gemeinsam mit  Pädagogen eine für Kinder verständliche Fassung bekannter Opern neu aufbereitet. Weiterhin wird versucht, im Bereich des Musiktheaters das Augsburger Kulturleben zu ergänzen, so wurde etwa 2016 in einer Koproduktion mit dem Gymnasium St. Anna erstmals seit vier Jahrzehnten Carl Maria von Webers Freischütz aufgeführt.
- J. S. Bach: Weihnachtsoratorium (szenische Aufführung der Teile I-III, 2011)
- P. Mascagni / G. Rossini: Cavalleria rusticana / Stabat mater (Open-Air-Aufführung 2011)
- J. Strauss: Die Fledermaus (2011)
- W. A. Mozart: Bastien und Bastienne für Kinder (2011)
- W. A. Mozart: Die kleine Zauberflöte für Kinder (2009 & 2010)[4]
- E. Humperdinck: Hänsel und Gretel (2009)[5]
- J. Brahms:  Liebesliederwalzer (szenischer Liederabend, 2009)
- Heut geh’ ich ins Maxim (ein szenischer Abend mit bekannten Melodien aus Oper und Operette, 2009)[6]
- H. Purcell: Dido and Aeneas (2008)[7]